# Максименко, Василий Иванович
Васи́лий Ива́нович Максиме́нко (12 февраля 1913 — 5 июня 2004) — командир эскадрильи 88-го истребительного авиационного полка (216-й истребительной авиационной дивизии, 4-й воздушной армии, Закавказского фронта), старший лейтенант. Герой Советского Союза.

## Биография
Родился 12 февраля 1913 года в посёлке Харцызск Российской империи (ныне —Донецкой области Украины). Русский. В Красной Армии с 1935 года. В 1938 году окончил Оренбургское военно-авиационное училище лётчиков.
Участник освободительного похода советских войск в Западную Украину и Западную Белоруссию в 1939 году. Участник Великой Отечественной войны с июля 1941 года.
Лейтенант Максименко — участник Великой Отечественной войны с июля 1941 года. Был заместителем командира эскадрильи, командиром эскадрильи, штурманом полка. Командир эскадрильи 88-го истребительного авиационного полка (216-я истребительная авиационная дивизия, 4-я воздушная армия, Закавказский фронт). В бою 25 августа 1942 года под Моздоком был тяжело ранен, затем вернулся в строй.
К октябрю 1942 года совершил 250 боевых вылетов, в 15 воздушных боях сбил 7 самолётов противника. Указом Президиума Верховного Совета СССР «О присвоении звания Героя Советского Союза начальствующему составу Красной Армии» от 23 ноября 1942 года за «образцовое выполнение боевых заданий командования на фронте борьбы с немецкими захватчиками и проявленные при этом отвагу и геройство» удостоен звания Героя Советского Союза с вручением ордена Ленина и медали «Золотая Звезда».
Почти год воевал штурманом 88-го истребительного авиаполка. С августа 1943 года до Победы — командир 88-го истребительного авиационного полка, был умелым и отважным командиром. Под его командованием в апреле 1944 года полк получил гвардейское звание и стал именоваться 159-м гвардейским истребительным авиационным полком, а также получил почётное наименование «Новороссийский» и был награждён орденом Красного Знамени. Во главе полка участвовал в Новороссийско-Таманской, Крымской, Белорусской, Восточно-Прусской, Восточно-Померанской наступательных операциях. К победе подполковник Максименко выполнил 516 боевых вылетов, сбил 7 самолётов лично и 9 — в группе.
После войны продолжал службу в ВВС СССР. С 1949 года командовал 47-м истребительным авиационным полком (аэродром Кневичи, под Владивостоком) В 1955 году окончил Военно-морскую академию имени К. Е. Ворошилова. С 1961 года полковник Максименко — в запасе.
Жил в Риге, где работал на заводе «Ригасельмаш». Умер 5 июня 2004 года.
Имя Героя носит переулок, носил пионерский отряд школы № 6 в городе Харцызск, на школе установлена мемориальная доска.

## Награды
Награждён двумя орденами Ленина (9.09.1942, 23.11.1942), тремя орденами Красного Знамени (5.11.1941, 25.05.1942, 26.10.1955), орденами Суворова 3-й степени (28.04.1945), Александра Невского (4.09.1944), двумя орденами Отечественной войны 1-й степени (25.10.1943, 11.03.1985), орденом Красной Звезды (15.11.1950), медалями, иностранными наградами.
Почётный гражданин города Харцызск (1964).